# Zirklerita
La zirklerita és un mineral de la classe dels halurs. Rep el seu nom de Bergrat Zirkler, director als treballs de potassa d'Aschersleben, a Alemanya.

## Característiques
La zirklerita és un halur de fórmula química (Fe,Mg,Ca)9Al₄Cl18(OH)₁₂·14H₂O (?). Cristal·litza en el sistema trigonal. La seva duresa a l'escala de Mohs és 3,5.
Segons la classificació de Nickel-Strunz, la zirklerita pertany a «03.CJ - Halurs complexos, amb MX₆ complexes; M = Fe, Mn, Cu» juntament amb els següents minerals: clormanganokalita, rinneïta, eritrosiderita, kremersita, mitscherlichita, douglasita i redikortsevita.

## Formació i jaciments
Va ser descoberta a la mina Adolfsglück-Hope, a Schwarmstedt, a l'estat de Baixa Saxònia, Alemanya. Es tracta de l'únic indret on ha estat descrita aquesta espècie mineral.